# Dongjing Lu
Dongjing Lu (chiń. 东靖路站) – stacja początkowa metra w Szanghaju, na linii 6. Zlokalizowana jest pomiędzy stacjami Wuzhou Dadao i Jufeng Lu. Została otwarta 29 grudnia 2007.